# Musée de Brou
Le musée municipal de Bourg-en-Bresse ou musée de Brou, est un musée fondé en 1854. Il est abrité dans l'une des ailes du deuxième des trois cloîtres du monastère royal de Brou depuis 1922. Il présente une riche collection de peinture, notamment flamande et française, du XVe siècle jusqu'à l'art moderne. La sculpture est aussi représentée, surtout la sculpture religieuse ancienne. Le fonds principal du musée est composé des 120 tableaux donnés au milieu du XIXe siècle par Thomas Riboud (1765-1835), avocat et député de l'Ain qui sauva l'abbaye de la destruction et la protégea en tant que monument national.

## Collections

### Peinture flamande et hollandaise
On retrouve, pour la peinture flamande et hollandaise, quatre peintures du peintre officiel de l'empereur Charles Quint, Bernard Van Orley, dont deux sont les portraits de Charles Quint jeune et Marguerite d’Autriche, la fondatrice du monastère de Brou, ainsi que de beaux anonymes des XVe et XVIe siècles et des œuvres de Jan de Beer, Adrien Ysenbrandt, Jan Brueghel l'Ancien, Frans Snyders, Frans Franken, Pieter Codde, Adam Frans van der Meulen, Adriaen van der Kabel, Gerard Seghers, Bartholomeus Breenbergh, Pieter Neefs le Jeune ou encore Melchior d'Hondecoeter.

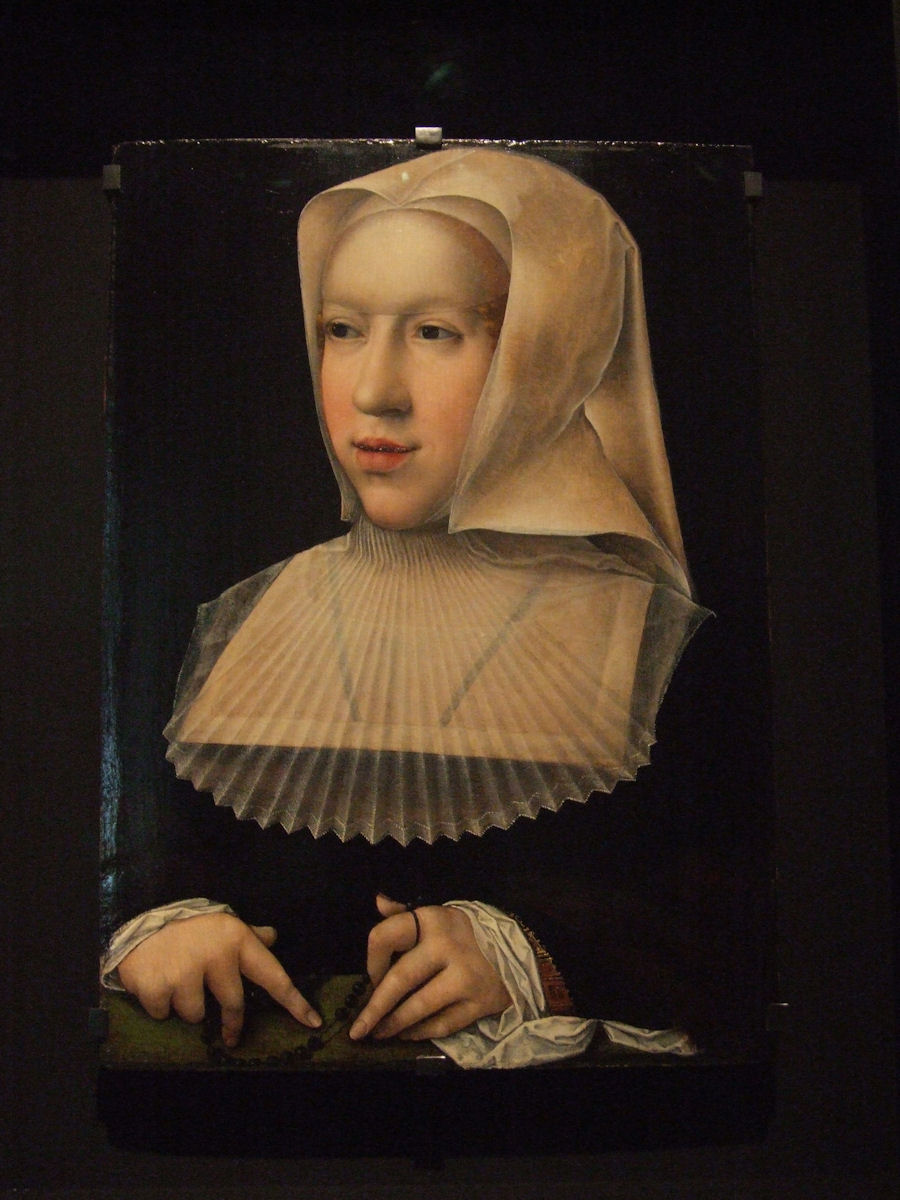
Bernard Van Orley, Marguerite d’Autriche, (1518).
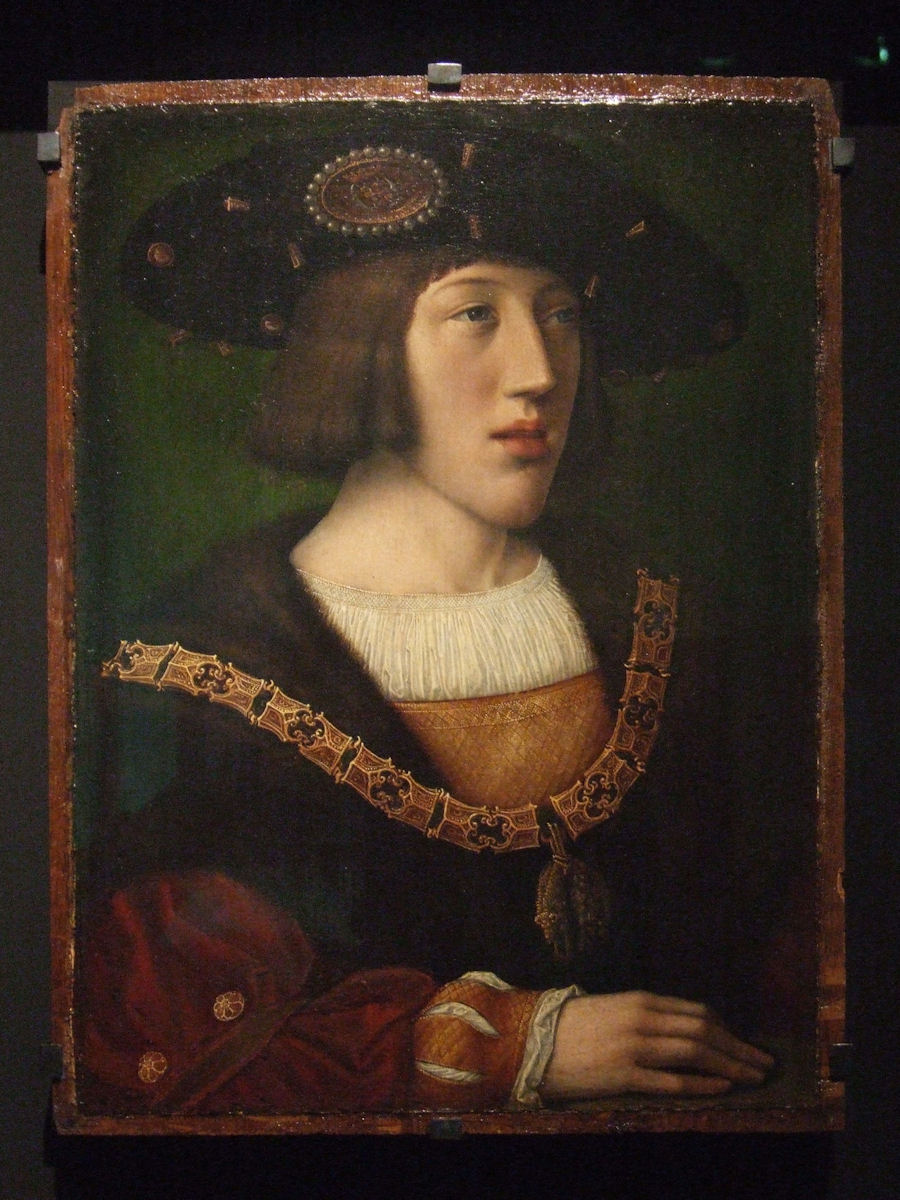
Bernard Van Orley, Charles Quint jeune, (1516).
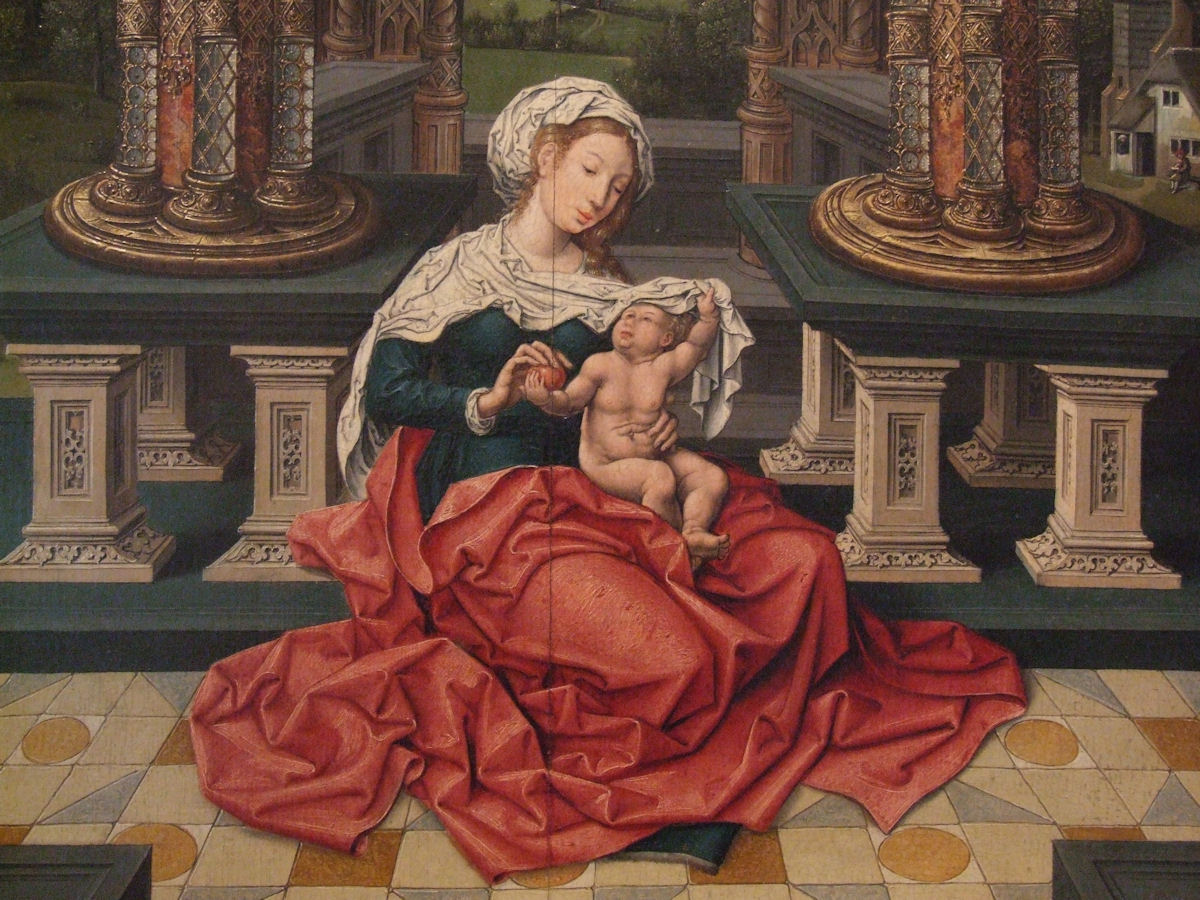
Bernard Van Orley, Vierge à l’Enfant.
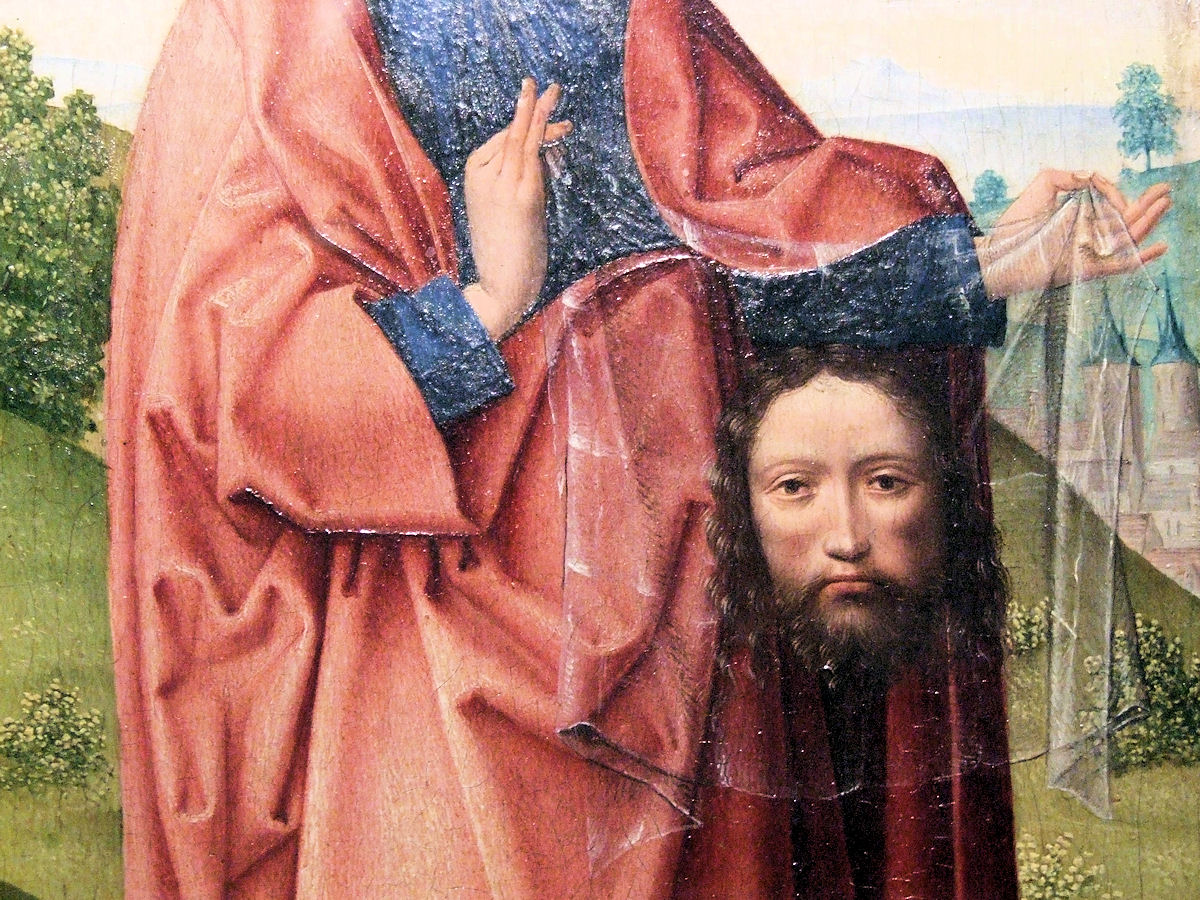
Ecole flamande, brugeoise (15e), détail de Sainte Véronique.
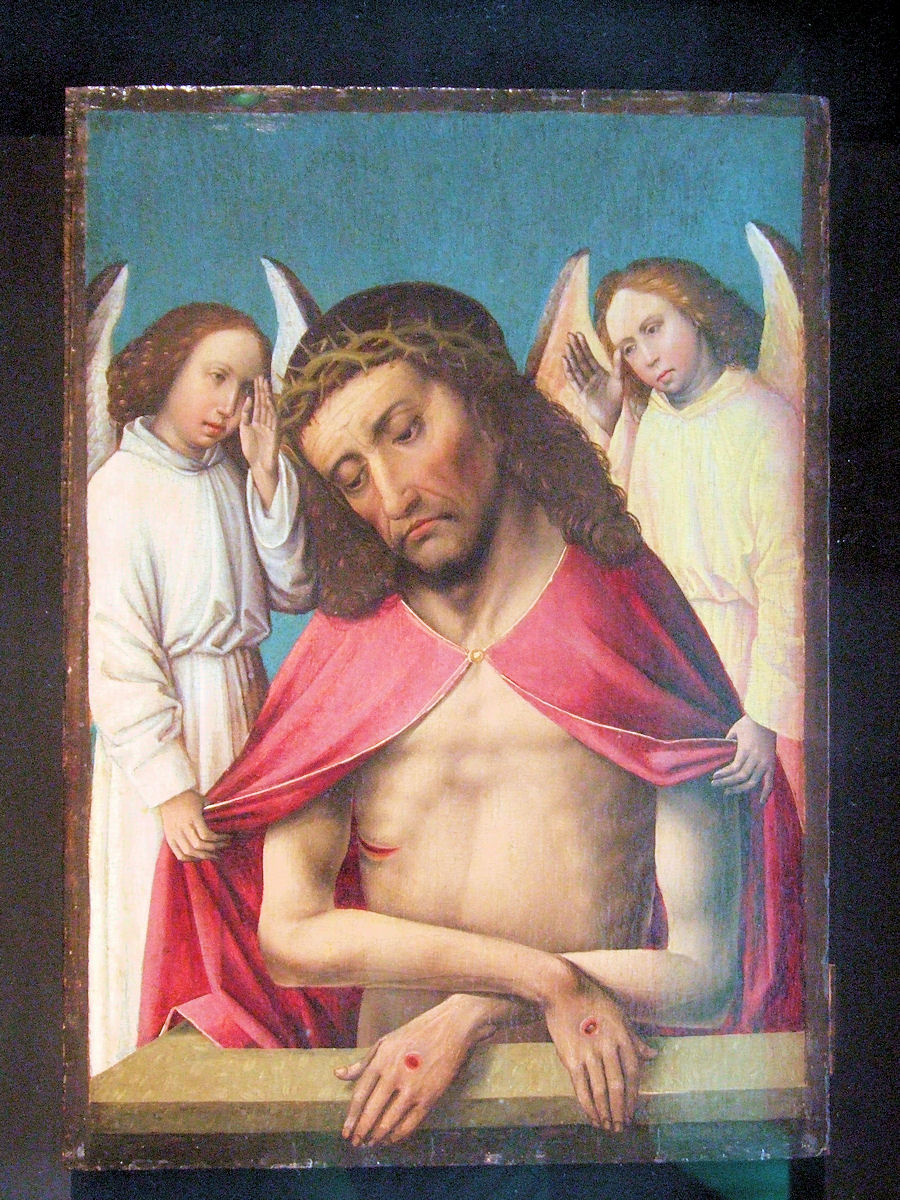
Colijn de Coter, Le Christ de douleur (1480-90).
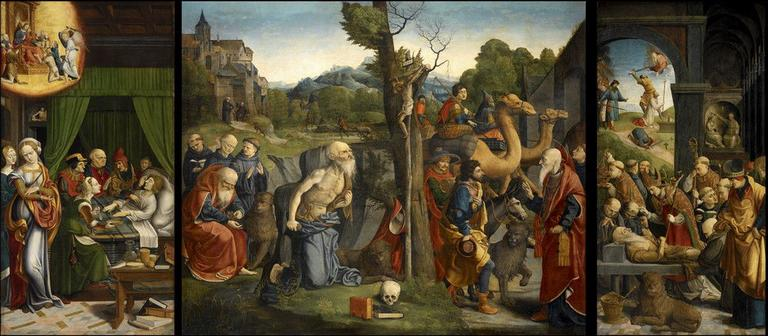
Grégoire Guérard,Triptyque de saint Jérôme, 1518.

### Peinture italienne
L'Italie est présente avec le peintre de la Renaissance Defendente Ferrari (deux tableaux) et Pietro della Vecchia, ainsi que Francesco Fontebasso.

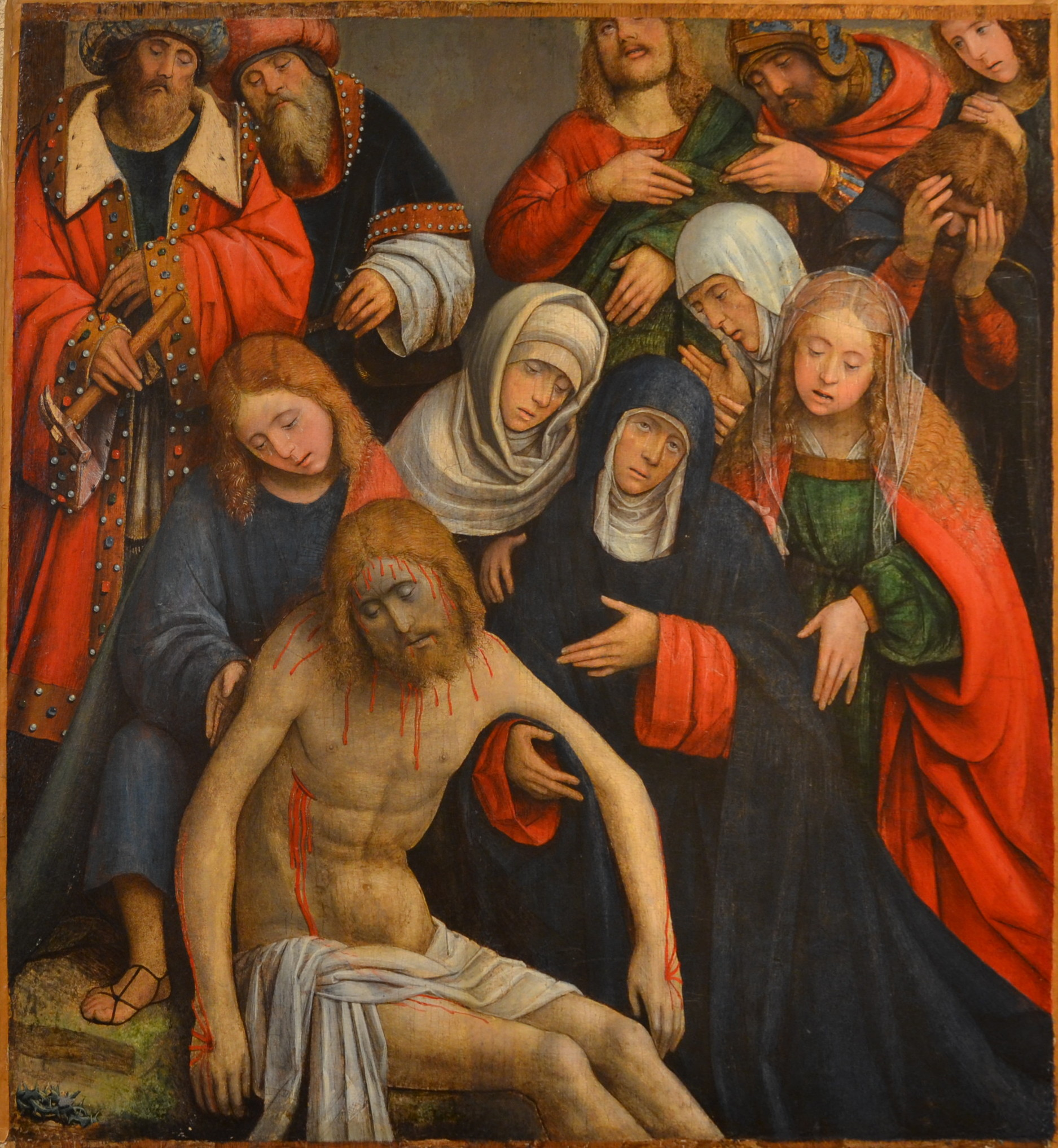
Defendente Ferrari, La déposition de la croix, (1505-1507)

### Peinture française
Pour la peinture française jusqu'au XVIIIe siècle, on peut voir des œuvres de Benoît Alhoste, Jacques Bizet (Nature morte aux vieux livres), Jean Jouvenet (son morceau de réception à l'académie royale de peinture), Nicolas Pierre Loir, René-Antoine Houasse, François de Troy ou Nicolas de Largillierre.

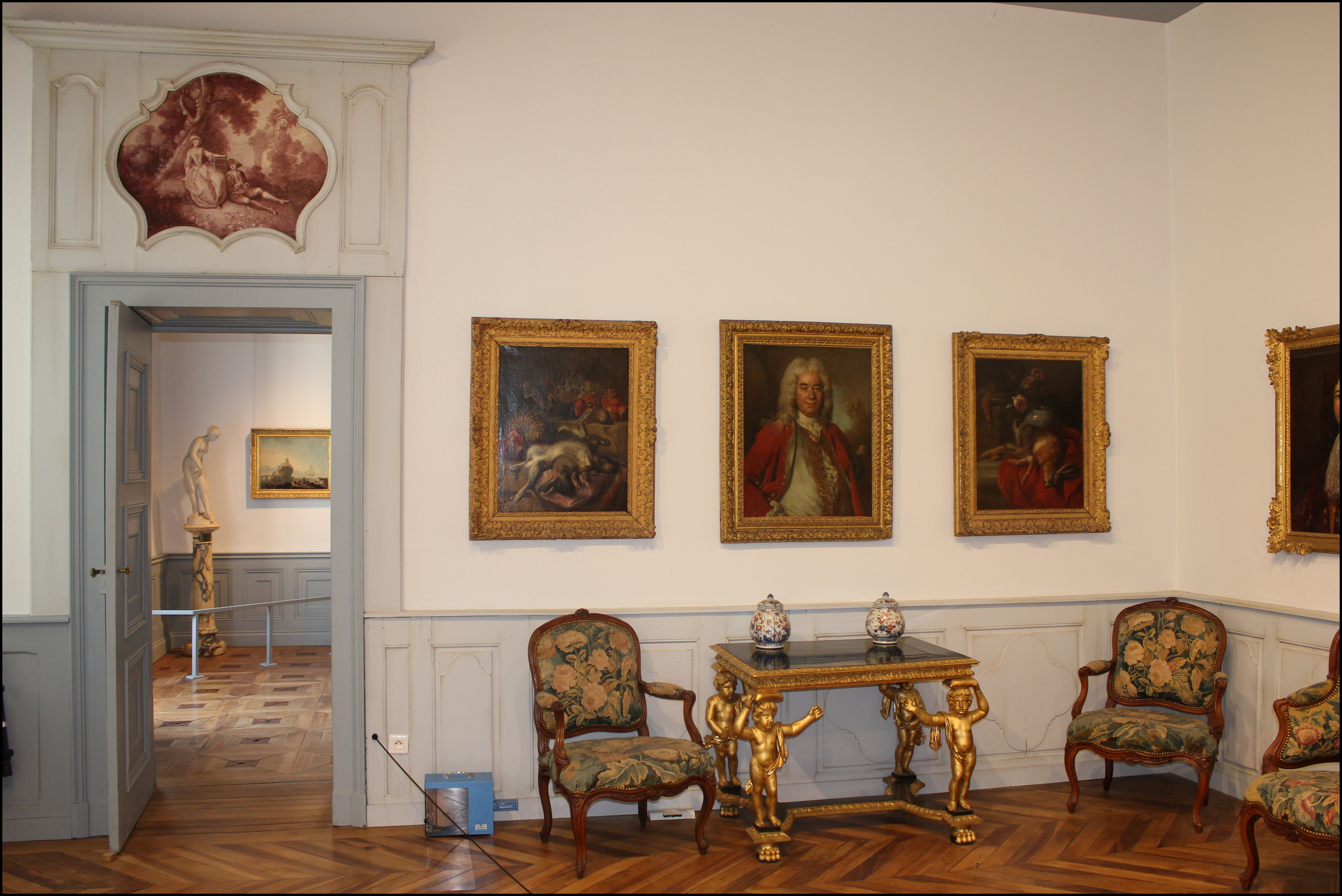
Une des salles du musée consacrée à la peinture.
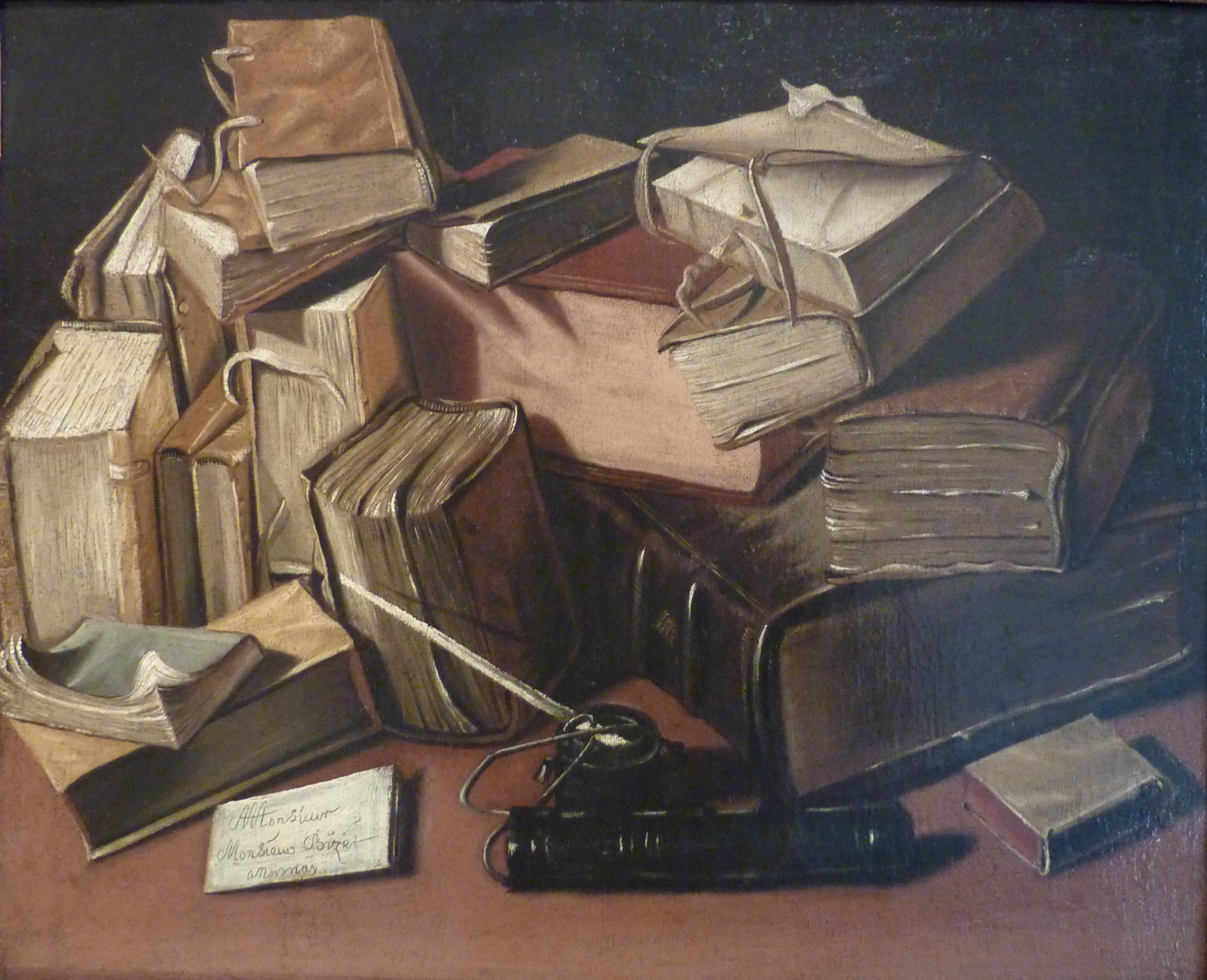
Jacques Bizet, Nature morte aux vieux livres (vers 1650).

Pour le XIXe siècle, on peut voir un bel ensemble de peintures de style troubadour : des œuvres de Fleury François Richard, Pierre Révoil, Gustave Moreau, Gustave Doré (avec aussi une sculpture de sa main), Jean-François Millet, Elisa Blondel, Pauline Auzou ou le Lyonnais Louis Janmot.

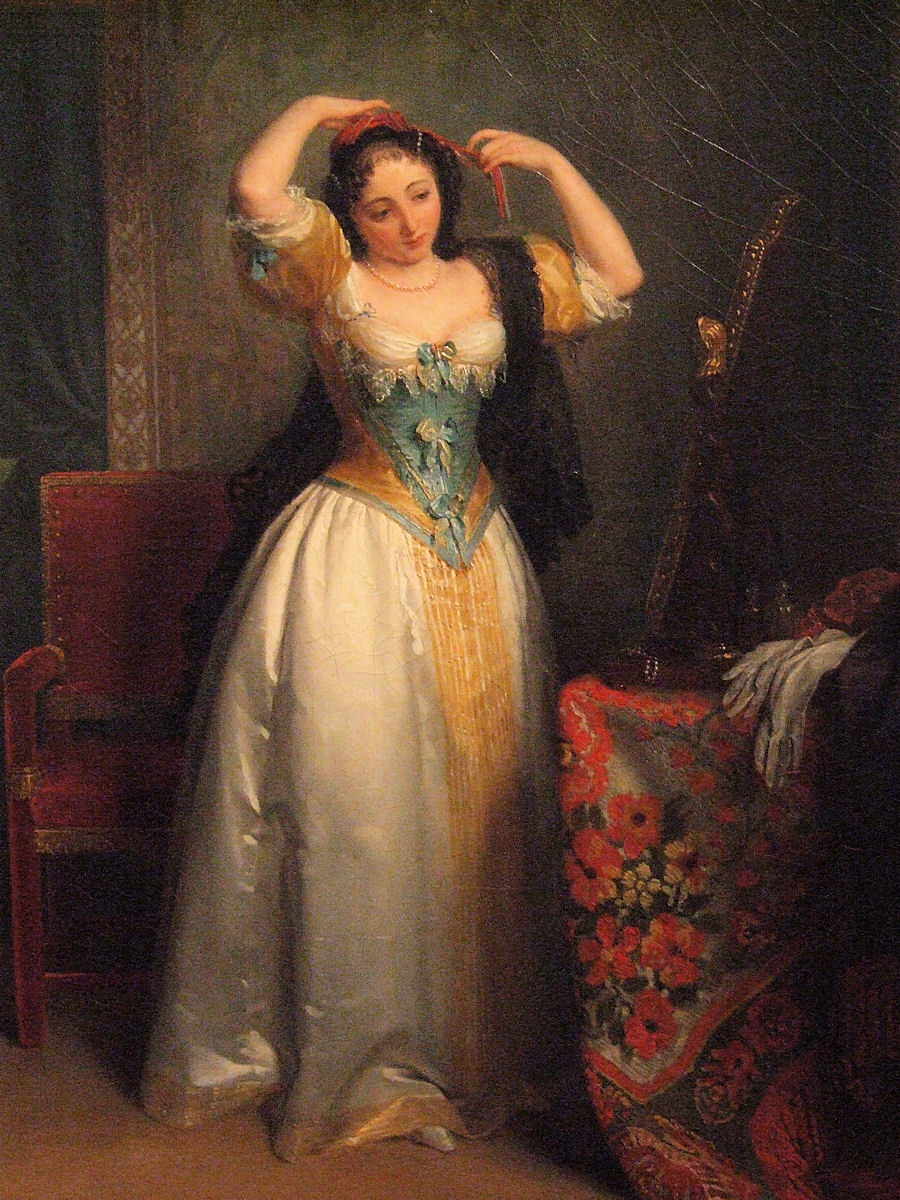
Jean-Augustin Franquelin, Jeune femme devant son miroir, vers 1830.
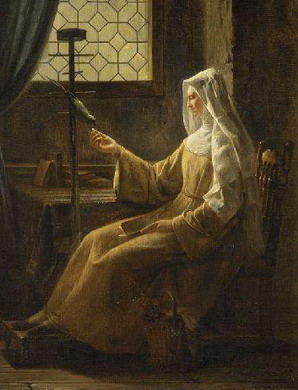
Claudius Jacquand, Vert-Vert, 1835.
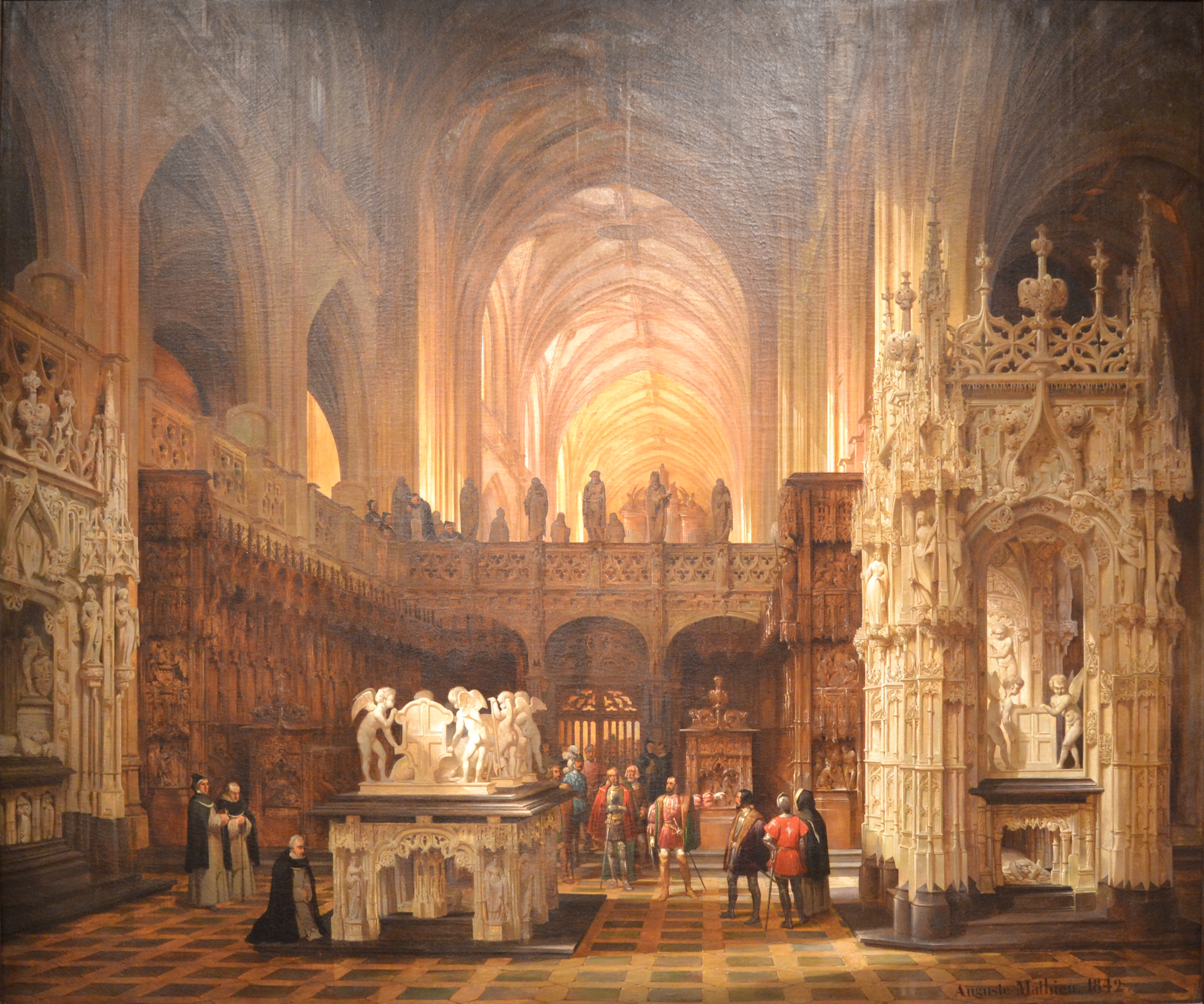
Auguste Mathieu, Visite de François 1er à Brou, 1842.
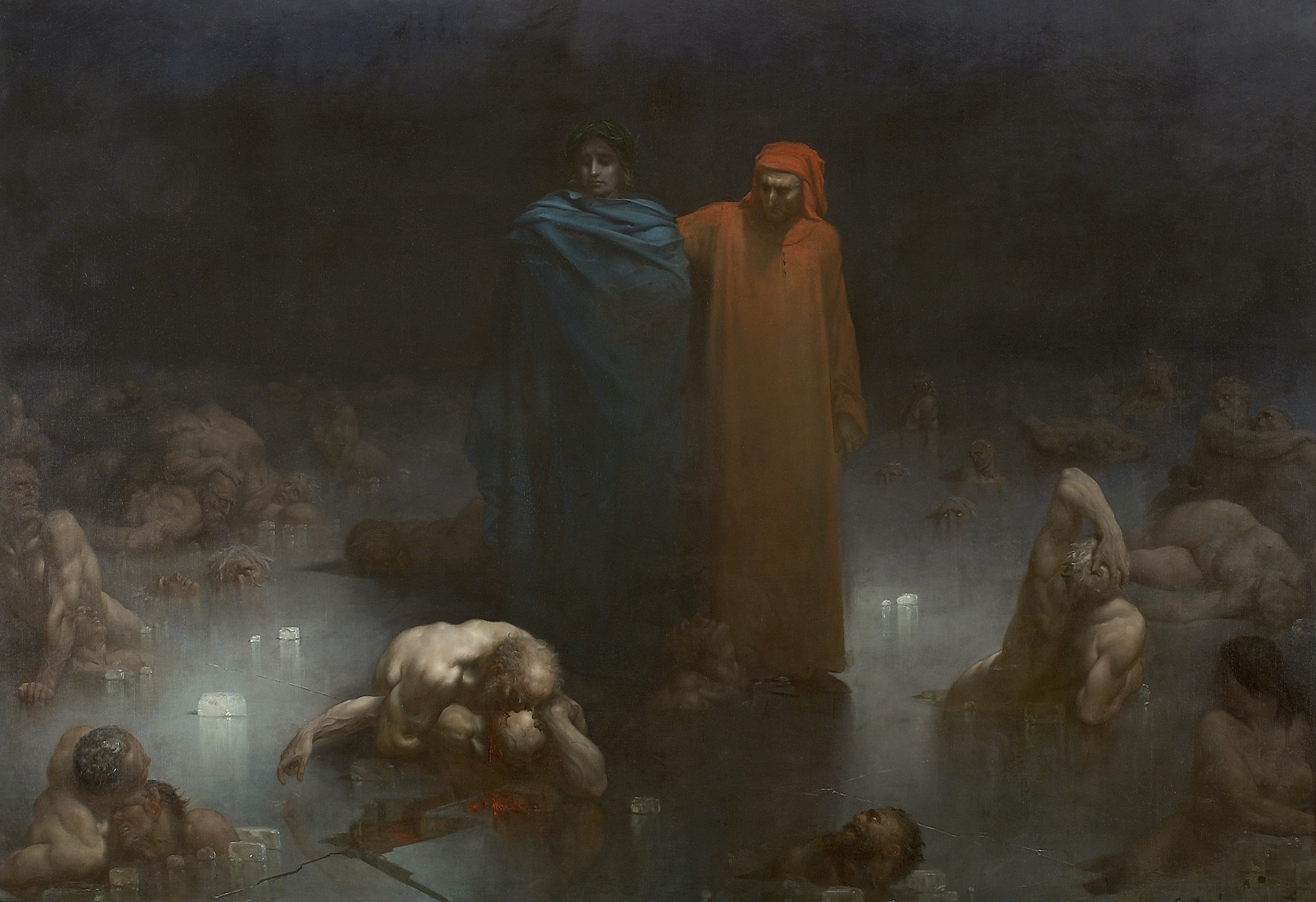
Gustave Doré, Dante et Virgile dans le neuvième cercle de l'Enfer, 1861.

Le XXe siècle, enfin, se retrouve au musée avec des artistes tels que Jacques-Émile Blanche, Ahmed Shahabuddin, Pierre Soulages ou Olivier Debré.

### Autres collections
L'autre point fort du musée est la collection de sculpture religieuse ancienne (XIIe au XVIIe siècle) qui est exposée dans le réfectoire. Le musée abrite aussi du mobilier et une collection de faïences.

## Expositions
Le musée organise régulièrement des expositions temporaires.

### AuXXIesiècle
- Mars-juin 2000 : Balthazar Jean Baron, dessinateur et graveur lyonnais[5].

#### De 2010 à aujourd'hui
- Du 2 mai au 25 juillet 2010 : L'or du Japon[6].
- Du 26 février au 29 mai 2011 : Trésors de l’Ain, objets d’art du Moyen Âge au XXe siècle.
- Du 12 mai au 16 septembre 2012 : Gustave doré, un peintre né[7].
- Du 20 avril au 15 septembre 2013 ; Lumières sur le XVIIIe siècle.
- Du 19 avril au 21 septembre 2014 : L'invention du passé. « Gothique, mon amour », 1802-1830.
- Du 20 juin 2015 au 15 janvier 2016 : À l’ombre d’Éros – l’amour, la mort, la vie ![8].
- Du 29 octobre 2016 au 5 février 2017 : Marie Madeleine : la passion révélée[9],[10],[11],[12].
- Du 6 octobre 2017 au 7 janvier 2018 : Georges Michel, le paysage sublime[13].
- Du 9 mai 2018 au 26 août 2018 : Primitifs flamands. Trésors de Marguerite d'Autriche.
- Du 15 juin 2019 au 29 septembre 2019 : Voilé.e.s - dévoilé.e.s